# Matthew Williamson
Matthew Williamson, född 23 oktober 1971 i Chorlton-cum-Hardy, Manchester, är en brittisk modeskapare.
Han bodde i Manchester till han blev 18, då flyttade han till London och började på Central Saint Martins College of Art and Design. Han tog sin examen 1994. Han lanserade en parfym 2005. Williamson gjorde en kollektion för H&M 2009